# Pomacentrus sulfureus
Pomacentrus sulfureus — вид риб родини Pomacentridae.

## Назва
В англійській мові має назви «сульфурний дамсел» (англ. sulphur damsel). 

## Опис
Риба до 11 см завдовжки. Жовта з чорною цяткою біля основи грудного плавця. Мальки мають чорну цятку на спинному плавці.

## Поширення та середовище існування
Живе у багатих на коралові рифи територіях на глибині від 1 до 14 м. Зазвичай невеликими групами біля коралу роду Millepora. Від Червоного моря на заході до Сейшелів на сході, Східної Африки на півдні та Маврикія.

## Галерея

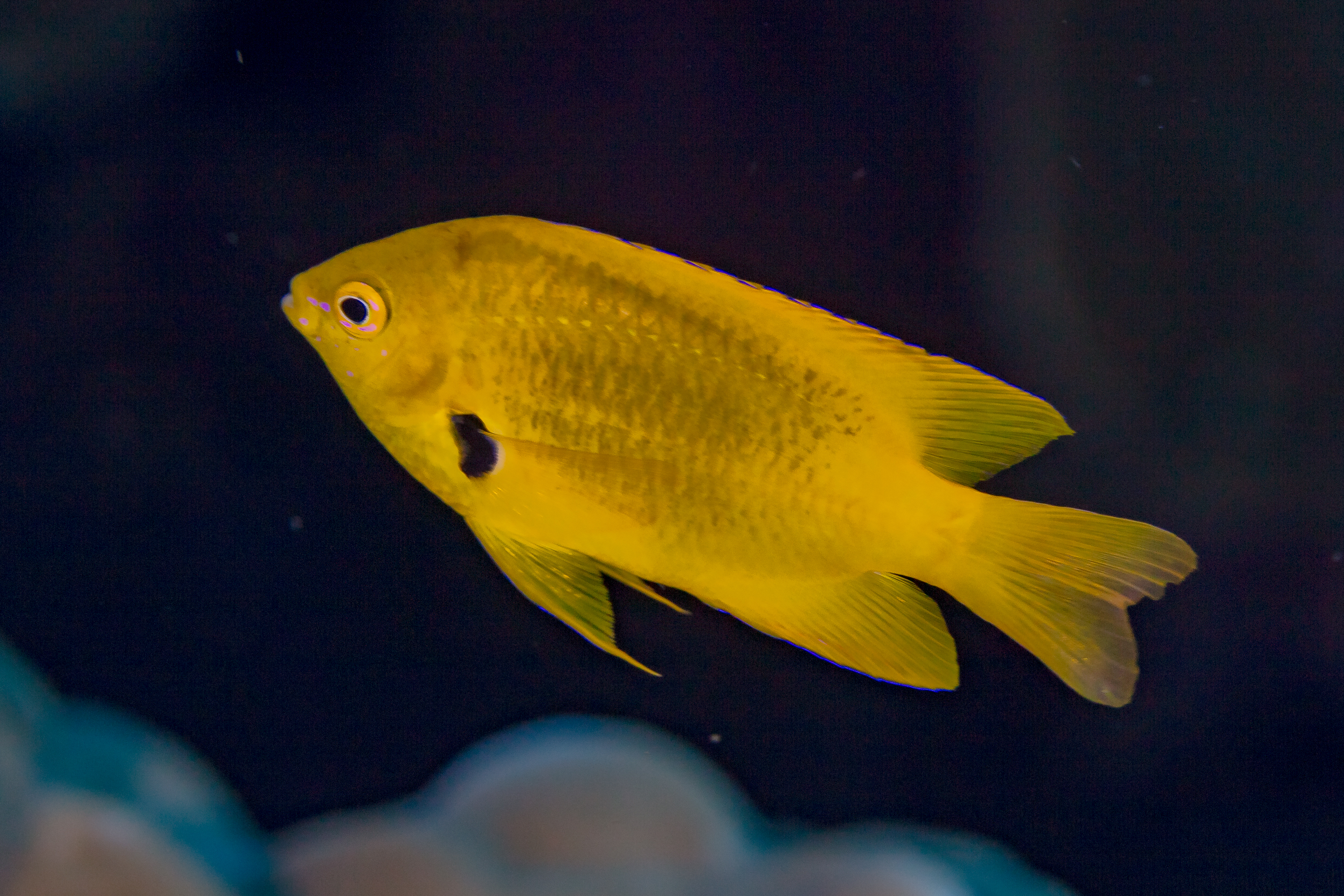
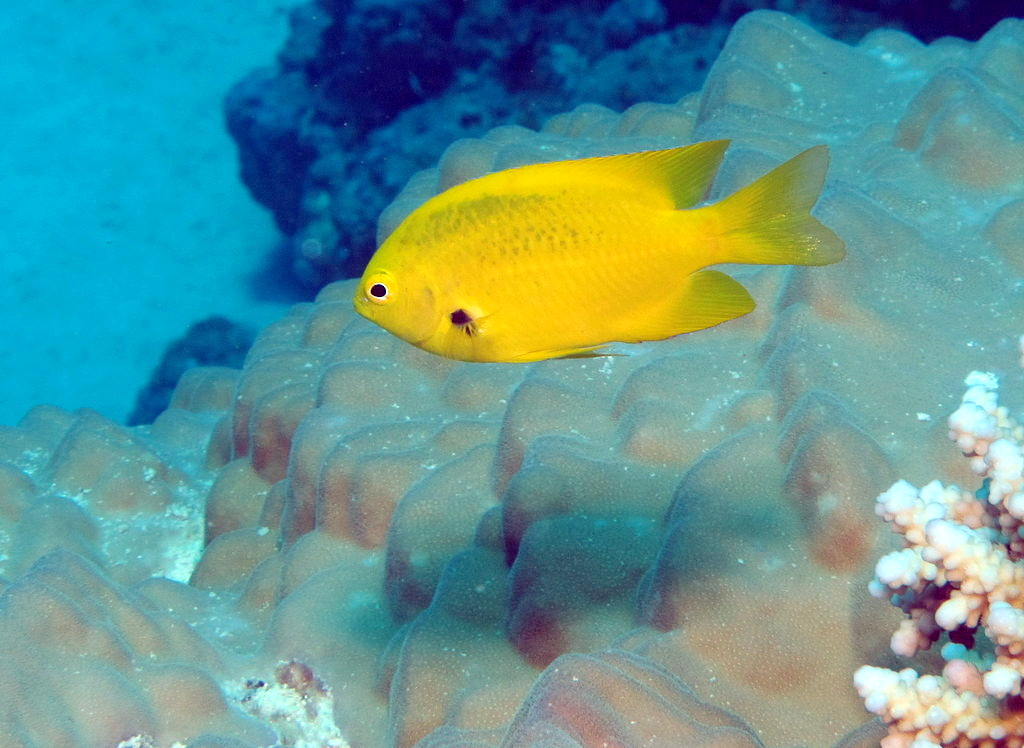
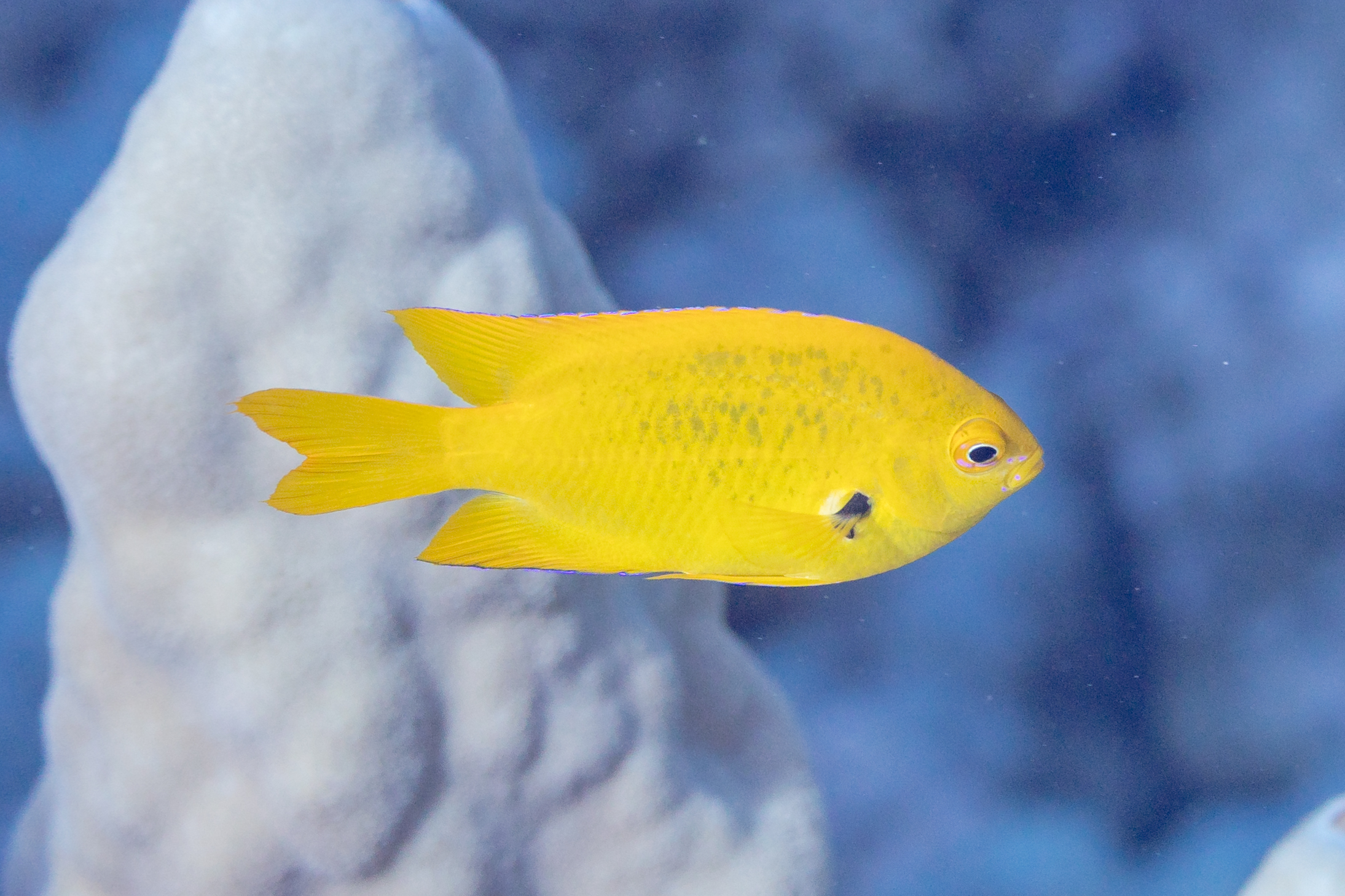